# Sargans (huyện)
Huyện Sargans (tiếng Pháp: District du Sargans, tiếng Đức: Bezirk Sargans) là một huyện hành chính của Thụy Sĩ. Huyện này thuộc bang Bang Sankt Gallen. Huyện Sargans có diện tích 518 kilômét vuông, dân số theo thống kê của cục thống kê Thụy Sĩ năm 1999 là 35176 người. Trung tâm của huyện đóng ở Sargans. Mã của huyện là ?.